# 甘榜中峇魯
甘榜中峇鲁（英語：Kampong Tiong Bahru）是新加坡红山規劃區的分區。地理上該區位於亞逸拉惹高速公路以北，下三角洲路（Lower Delta Road）以東，紅山路以南，甘榜峇鲁路以西
。